# Michaił Boczarow
Michaił Aleksandrowicz Boczarow (ur. 1941) – rosyjski przedsiębiorca.
Absolwent Norylskiego Instytutu Przemysłowego i wydziału prawa Uniwersytetu Krasnojarskiego. Od 1980 do 1990 dyrektor Butowskiego Kombinatu Materiałów Budowlanych. Od 1990 do 1991 przewodniczący Wyższej Rady Ekonomicznej przy Prezydium Rady Najwyższej RFSRR. Od października 1991 prezydent koncernu "Butek", równocześnie od listopada tego roku prezydent koncernu "Ruso-Bałt West". Prezydent Międzynarodowego Klubu Rosyjskiego i deputowany ludowy Związku Radzieckiego i RFSRR.